# Rue Guénégaud
Rue Guénégaud är en gata i Quartier de la Monnaie i Paris sjätte arrondissement. Gatan är uppkallad efter det hôtel particulier, vilket tillhörde den franske politikern Henri du Plessis-Guénégaud (1610–1676). Rue Guénégaud börjar vid Quai de Conti 5 och slutar vid Rue Mazarine 15.

## Omgivningar
- Saint-Germain-des-Prés
- Rue Mazarine
- Square Gabriel-Pierné
- Rue de Nevers
- Rue de Nesle
- Hôtel des Monnaies
- Hôtel Sillery-Genlis

## Bilder
| - Gatuskylt. - Saint-Germain-des-Prés. - Square Gabriel-Pierné. - Entrén till Hôtel Sillery-Genlis. |

## Kommunikationer
- Tunnelbana – linje  – Odéon
- Busshållplats Pont Neuf – Quai des Grands Augustins – Paris bussnät

### Webbkällor
- ”Rue Guénégaud”. Mairie de Paris. https://web.archive.org/web/20150910052617/http://www.v2asp.paris.fr/commun/v2asp/v2/nomenclature_voies/Voieactu/4330.nom.htm. Läst 26 oktober 2023.
- ”Rue Guénégaud (6ème arrondissement)”. Les rues de Paris. https://web.archive.org/web/20190730021032/http://www.parisrues.com/rues06/paris-06-rue-guenegaud.html. Läst 26 oktober 2023.